# 10248 Fichtelgebirge
10248 Fichtelgebirge eller 7639 P-L är en asteroid i huvudbältet som upptäcktes den 17 oktober 1960 av den nederländsk-amerikanske astronomen Tom Gehrels och det nederländska astronomparet Ingrid van Houten-Groeneveld och Cornelis Johannes van Houten vid Palomarobservatoriet. Den är uppkallad efter bergskedjan Fichtelgebirge.
Asteroiden har en diameter på ungefär 7 kilometer.